# Hipotenusa

Um triângulo retângulo e sua hipotenusa.

A hipotenusa (em grego:  ὑποτείνουσα, que significa "contrário a") é o lado mais longo de um triângulo retângulo, por ser oposto ao ângulo reto, que define este tipo de triângulo. Em qualquer triângulo retângulo "a soma dos quadrados dos catetos é igual ao quadrado da hipotenusa."
O comprimento da hipotenusa em função dos outros lados do triângulo retângulo, chamados catetos, é dado pelo teorema de Pitágoras:
{\displaystyle a^{2}=b^{2}+c^{2}}
onde {\displaystyle a\,} é o comprimento da hipotenusa e {\displaystyle b\,} e {\displaystyle c\,} são os comprimentos dos catetos...
No caso particular do terno pitagórico {\displaystyle (3,4,5)}, isto é facilmente verificado:
{\displaystyle a^{2}=4^{2}+3^{2}}
{\displaystyle a^{2}=16+9}
{\displaystyle a^{2}=25}
{\displaystyle a={\sqrt {25}}}
{\displaystyle a=5.}

O triângulo retângulo com catetos medindo 3 e 4 unidades, além de hipotenusa medindo 5 unidades, era comumente utilizado para a medição de terras. Os "esticadores de corda" como eram chamados, utilizavam uma corda com doze nós (definindo assim doze segmentos de reta congruentes entre si) para medir as terras após as enchentes do rio Nilo. Com a corda, formavam um triângulo com lados 3, 4 e 5 unidades de medida (um triângulo retângulo), e utilizavam para isso, três dos nós como sendo os vértices desse triângulo.